# Hypsobadistes
Hypsobadistes is een geslacht van rechtvleugeligen uit de familie grottensprinkhanen (Rhaphidophoridae). De wetenschappelijke naam van dit geslacht is voor het eerst geldig gepubliceerd in 1977 door Hubbell.

## Soorten
Het geslacht Hypsobadistes omvat de volgende soorten:
- Hypsobadistes gracilior Hubbell, 1977
- Hypsobadistes stuarti Hubbell, 1977
- Hypsobadistes tenuis Hubbell, 1977